# Йенбай
Йенбай (вьет. Yên Bái) — город в северной части Вьетнама. Административный центр провинции Йенбай.

## История
9 февраля 1930 года часть 4-го полка Тонкинского корпуса, размещённого в Йенбае, взбунтовалась против французских офицеров. Бунт был подавлен силами того же полка, однако он послужил началом широкого распространения подобного рода нарушений против французского господства в 1930—1931 годах.

## География
Абсолютная высота — 45 метров над уровнем моря. Расположен в 160 км от столицы страны, города Ханой, и в 1879 км от Хошимина.

## Население
По данным на 2013 год численность населения составляет 118 629 человек.
Динамика численности населения города по годам:
| 1979   | 1989   | 2000   | 2013    |
| ------ | ------ | ------ | ------- |
| 40 017 | 58 645 | 83 400 | 118 629 |